# Ham (Schimpanse)

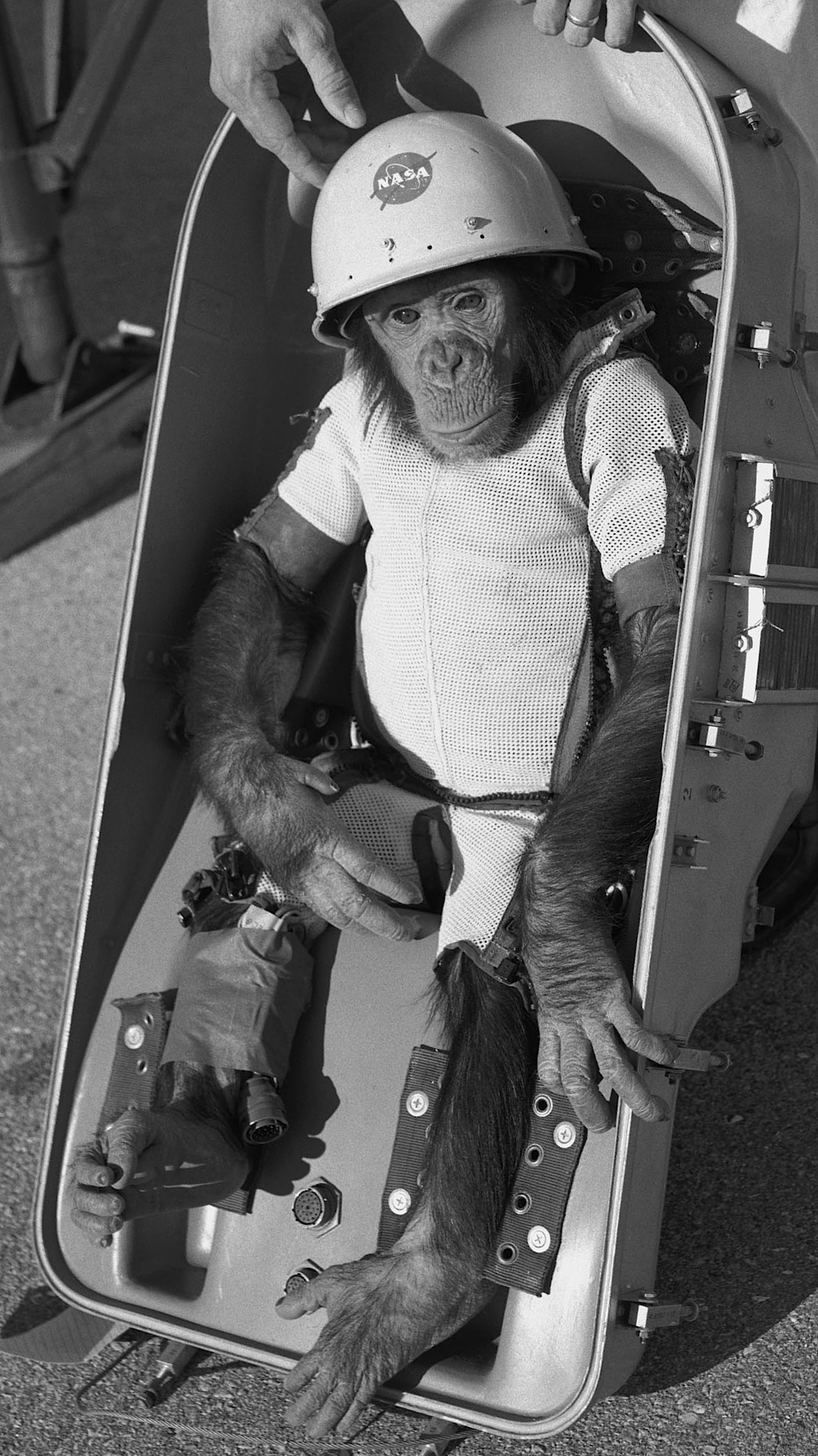
Ham in einem für ihn angefertigten Sitz vor dem Flug

Ham (geboren im Juli 1956; gestorben am 19. Januar 1983) war der erste Schimpanse, der im Verlauf des Mercury-Programms am 31. Januar 1961 ins Weltall flog. Bei der suborbitalen Mission Mercury-Redstone 2 erreichte er eine Gipfelhöhe von 253 km.

## Vorgeschichte
Zur Erforschung der Auswirkungen insbesondere der Strahlung im Weltraum waren in den USA bereits am 20. Februar 1947 mittels einer Rakete des Typs Aggregat 4 Roggen- und Baumwollsamen sowie Fruchtfliegen an die Grenze des Weltraums auf 109 Kilometer Höhe transportiert worden. Im Juni 1949 folgte, ebenfalls mit einer A4, erstmals ein Säugetier, der Rhesusaffe Albert II. Er überlebte zwar den Flug bis auf eine Höhe von ca. 130 km, aber nicht die Landung, weil sich der Fallschirm nicht öffnete. Am 3. November 1957 schoss die Sowjetunion mit Sputnik 2 die Hündin Laika ins All, die aber nicht überlebte. Im Oktober 1958 verkündeten die USA, dass sie ein bemanntes Raumfahrtprogramm starteten, das den Namen Mercury erhielt. Bevor Menschen ins All befördert werden konnten, musste weiter geprüft werden, wie das Überleben in einem Raumschiff gesichert werden konnte und wie Lebewesen die Schwerelosigkeit ertrugen. Am 13. Dezember 1958 gelang ein suborbitaler Raketenflug mit einem Totenkopfaffen namens Gordo, der dabei auch über acht Minuten der Schwerelosigkeit ausgesetzt war, bei der Wasserung der Landekapsel im Ozean allerdings wegen eines Fehlers der Fallschirmfunktionen ertrank.
Weitere Tests mit Tieren wurden durchgeführt, wobei neben Affen auch ein Schwein, Gentle Bess, zum Einsatz kam, mit dem die Landung trainiert wurde. Am 28. Mai 1959 gelang ein suborbitaler Flug mit zwei Affen, Miss Able und Miss Baker, einem Rhesus- und einem Totenkopfaffen, die mit einer Jupiter-Rakete eine Höhe von ca. 500 km erreichten und in einer Entfernung von 2700 km geborgen werden konnten. Daraufhin setzte man weitere Rhesusaffen ein: Sam startete am 4. Dezember 1959 ins All. Sein Flug diente der Erprobung des Rettungssystems und medizinischen Untersuchungen; er überstand den Flug ohne Probleme. Auch der Test mit Miss Sam am 21. Januar 1960 verlief erfolgreich.

## Herkunft
Ham stammte aus dem zentralafrikanischen Regenwald und wurde frei im Urwald von Kamerun geboren. Seine Sippe einschließlich seiner Mutter fiel Wilderern zum Opfer. Ham wurde auf einem Tier- oder Fleischmarkt verkauft und klammerte sich angeblich noch dort an seine tote Mutter. Nr. 65, so wurde Ham bezeichnet, ehe er einen Namen erhielt, war einer von 40 Schimpansen, die auf der Holloman Air Force Base eingeflogen wurden. Seine Pfleger nannten ihn Chop Chop Chang. Erst nach seiner erfolgreichen Rückkehr auf der Erde wurde er in „Ham“ umbenannt, ein Name, der vom Holloman Aerospace Medical Center auf der Holloman Air Force Base in New Mexico abgeleitet ist. Dies war angeblich so, weil die Angestellten der NASA die schlechte Presse fürchteten, die vom Tod eines „benannten“ Schimpansen ausgehen könnte, wenn die Mission ein Misserfolg wäre.

## Vorbereitung und Flug
Jedem Schimpansen wurde ein Soldat als persönlicher Trainer zugeteilt, wobei Airman Jeffrey Schaefer, ein Bauernsohn, Ham zugeteilt wurde. Da Ham beim Eintreffen voller Parasiten und Flöhe war, wurde er vorerst unter Quarantäne gestellt, um eine gegenseitige Ansteckung zu verhindern. Ham war nicht an Menschen gewöhnt, da er nicht wie viele der anderen Schimpansen in einem Reservat oder einer afrikanischen Farm aufgewachsen war. Er war geschwächt und nahm anfangs keine Nahrung an, auch 40 Tage später war er noch der einzige Schimpanse, der noch in Quarantäne gehalten wurde. Ein anderer Schimpanse (Nr. 87) war daher vorerst der aussichtsreichste Schimpanse auf der Luftwaffenbasis für den Weltraumflug, nach und nach schloss Ham zu Nr. 87 auf und beide zählten später zu den insgesamt drei Hauptkandidaten. Ham war vier Jahre alt, als er später mit fünf anderen Schimpansen darauf trainiert wurde, auf bestimmte Licht- und Tonreize jeweils mit einfachen Aufgaben zu reagieren, wobei Bananen als Belohnung und leichte Stromschläge als Bestrafung eingesetzt wurden. Die Schimpansen mussten außerdem große Hitze, extreme Beschleunigung, Klaustrophobie, Unbeweglichkeit und völlige Einsamkeit aushalten können.
Die Gattung Schimpanse wurde gewählt, weil die Biologie dieser Menschenaffen derjenigen des Menschen am ähnlichsten ist, auch seine Reaktionszeit unterscheidet sich nur wenig von der eines Menschen. Ein erster unbemannter Start mit einer Mercury-Redstone System (MR-1), wie sie dann auch für die bemannten Missionen zum Einsatz kommen sollte, war im Juli 1960 gescheitert und die Rakete musste nach 59 Sekunden gesprengt werden, ein weiterer Start (MR-1A) am 19. Dezember war erfolgreicher. Ob aber auch ein Lebewesen in dem neuen Raumschiff fliegen und überleben konnte, musste die Mission MR-2 mit Ham beweisen. Hams Trainer Jeffrey Schaefer durfte seinen Schimpansen nicht mit nach Cape Canaveral begleiten. Ham wurde, gemeinsam mit einem weiblichen Schimpansen als Ersatzkandidat, aufgrund seines idealen Gesundheitszustands am Tag vor dem Start aus der Gruppe der sechs Affen für den Flug ausgewählt und um 7:30 Uhr Ortszeit am 31. Januar 1961 in Cape Canaveral an Bord des Raumschiffs verbracht, wo er an zahlreiche Sensoren angeschlossen wurde, die seinen Zustand kontrollierten.
Der Start erfolgte dann um 11:55 Uhr, wobei Ham während des Aufstiegs das 17fache seines Körpergewichts aushalten musste. Zudem gab es im Raumschiff eine Fehlfunktion eines Ventils, sodass der Kabinendruck stark abnahm; da Ham jedoch in seinem Raumanzug über eine eigene Luftversorgung verfügte, stellte dies keine größere Gefahr dar. Das Raumschiff erreichte eine Höhe von etwa 250 km, und Ham führte die ihm aufgetragenen Reaktionstests problemlos durch; er verbrachte sechs Minuten in der Schwerelosigkeit, ehe er um 12:12 Uhr knapp 700 km von Cape Canaveral entfernt landete, wobei er noch einmal 14 g aushalten musste. Als die Landekapsel geborgen wurde, stellte man fest, dass Wasser in sie eingedrungen war; sie konnte jedoch noch davor bewahrt werden, im Atlantik zu versinken. Ham wurde für seine Arbeit mit einem Apfel und einer Orange belohnt.

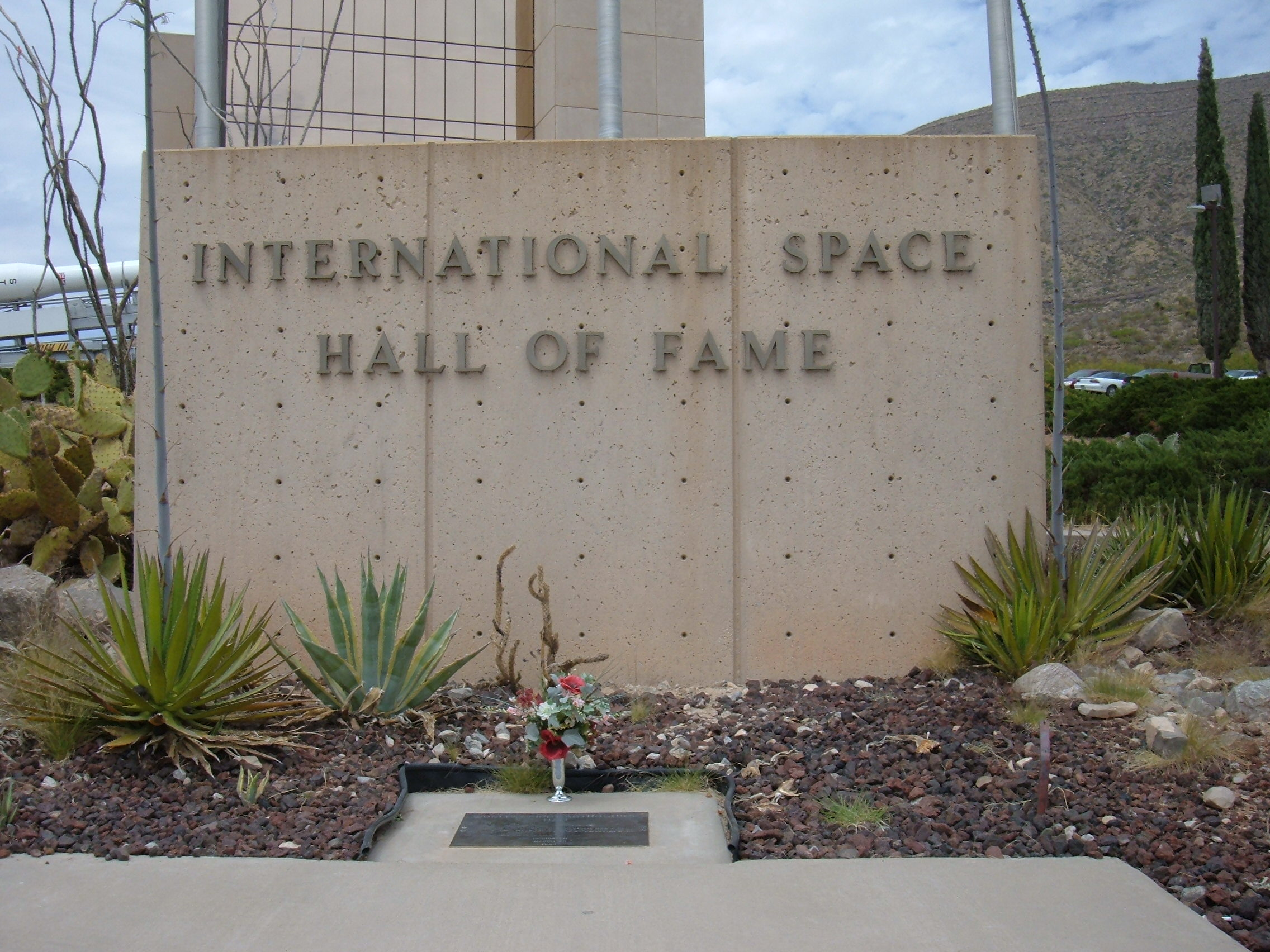
Grab von Ham vor dem New Mexico Museum of Space History, Alamogordo, New Mexico

Nach seinem Einsatz wurde er an den Washington Zoo weitergegeben, wo er 17 Jahre lang bis zum 25. September 1980 lebte. Nach der Kritik von Tierschützern an der Einzelhaltung wurde er von dort aus an den North Carolina Zoological Park in Asheboro verlegt, wo er am 18. Januar 1983 an Altersschwäche starb. Nach seinem Tod wurde sein Körper am Smithsonian Institut konserviert und als Leihgabe an die „International Space Hall of Fame“ in Alamogordo, New Mexico vergeben.